# Rio Grande (1867)
Rio Grande – brazylijski monitor, drugi okręt typu Pará, zbudowanego dla marynarki wojennej Brazylii w czasie wojny paragwajskiej pod koniec lat 60. XIX wieku. Okręt przeszedł przez umocnienia Humaitá w lutym 1868 i zapewniał armii wsparcie artyleryjskie przez resztę wojny. Po jej zakończeniu okręt został przydzielony do flotylli Górnego Urugwaju (pt. Alto Uruguai). Zezłomowano go w 1907.

## Projekt i dane techniczne
Projekt monitorów rzecznych typu Pará powstał dla zaspokojenia zapotrzebowania brazylijskiej marynarki na małe okręty o niewielkim zanurzeniu, mogące prowadzić działania pod ostrzałem przeciwnika. Wybrano układ monitora, ponieważ jednostki wyposażone w wieżę artyleryjską mogły skuteczniej uczestniczyć w walce z wrogimi okrętami i fortyfikacjami niż okręty z pokładem bateryjnym, które były dotychczas w służbie brazylijskiej. Owalna wieża artyleryjska została osadzona na okrągłej platformie z centralną osią obrotu. Była ona poruszana przez czterech ludzi napędzających system przekładni: pełny obrót od 360 stopni zabierał 2,25 minuty. Na okręcie zamontowano także taran z brązu. Część podwodna kadłub została pokryta stopem Muntza (odmianą mosiądzu) by zredukować jej porastanie przez organizmy wodne.
Okręt miał 39 m długości całkowitej, szerokość 8,54 m, zanurzenie 1,51 - 1,54 m i wyporność 500 ton. Miał tylko 30 cm wolnej burty i nie nadawał się do samodzielnej żeglugi morskiej. Załoga składała się z 43 oficerów i marynarzy.

### Napęd
Okręty typu Pará miały dwie maszyny parowe bezpośredniego działania, każda poruszała pojedynczą śrubę o średnicy 1,3 m. Silniki były zasilane w parę przez dwa kotły cylindryczne o ciśnieniu roboczym 59 psi. Prędkość maksymalna wynosiła 8 węzłów na spokojnej wodzie. Okręty przewoziły zapas węgla wystarczający na jeden dzień rejsu.

### Uzbrojenie
"Rio Grande" był uzbrojony w pojedyncze 70-funtowe działo Whitwortha, gwintowane, ładowane odprzodowo. Działo miało maksymalny zasięg około 5540 m i podniesienie 15 stopni. Pocisk o średnicy 140 mm (5,5 cala) ważył 36,7 kg, samo działo ważyło 3892 kg. Ustawienie lufy działa na lawecie zostało tak pomyślane, by do minimum ograniczyć rozmiary furty działowej i przez to możliwość przeniknięcia pocisków i odłamków do wnętrza wieży.

### Pancerz
Kadłub jednostek typu Pará był zbudowany z trzech warstw drewna ułożonych w różnych kierunkach. Miał grubość 457 mm i był pokryty 4-calową (102 mm) warstwą twardego drewna z peroby. Na linii wodnej znajdował się burtowy pas pancerny wysokości 91 cm, wykonany z niskowęglowego stopu żelaza. Miał on maksymalną grubość 102 mm na śródokręciu, malejącą do 76 i 51 mm w kierunku końców kadłuba. Zaokrąglony pokład był opancerzony grubą na 12,7 mm warstwą z tego samego stopu.
Wieża artyleryjska miała kształt kwadratu z zaokrąglonymi rogami. Była zbudowana podobnie jak kadłub, ale jej przednia ściana była zabezpieczona pancerzem o grubości 152 mm, ściany - 102 mm, a tył 76 mm. Dach wieży i eksponowana część platformy na której spoczywała były zabezpieczone 12,7 mm pancerzem, Opancerzona sterówka znajdowała się przed wieżą.

## Służba
Stępkę okrętu położono w Arsenal de Marinha da Côrte w Rio de Janeiro 8 grudnia 1866, w czasie wojny paragwajskiej, którą toczyły złączone w sojuszu Argentyna i Brazylia walczące z Paragwajem. "Rio Grande" został zwodowany 17 sierpnia 1867 i ukończony 3 września 1867. Dotarł do Montevideo 6 stycznia 1868 i popłynął w górę Parany, ale jego dalszy rejs został uniemożliwiony przez paragwajskie fortyfikacje w Humaitá. 19 lutego 1868 sześć brazylijskich okrętów pancernych przepłynęło w pobliżu wrogich umocnień w nocy. "Rio Grande" wraz ze siostrzanymi "Alagoas" i "Pará" zostały przycumowane do większych okrętów by uniknąć kłopotów w razie uszkodzenia maszynowni przez wroga. "Barroso" prowadził "Rio Grande", następnie "Bahia" z "Alagoas" oraz "Tamandaré" z "Pará". Lina pomiędzy "Alagoas" i "Bahia" została uszkodzona w wyniku wrogiego ostrzału. Zarówno "Alagoas" (który został trafiony około 200 razy) jak i "Pará", musiał zostać wyrzucony na brzeg po przejściu fortyfikacji by zapobiec zatonięciu. "Rio Grande" kontynuował rejs w górę rzeki wraz z innymi nieuszkodzonymi jednostkami. Bombardował Asunción 24 lutego. 23 marca wraz z "Barroso" zatopił parowiec "Igurey". Paragwajscy żołnierze w canoe próbowali abordażować oba okręty wieczorem 9 lipca, ale tylko kilku udało się dostać na pokład "Rio Grande", gdzie zabili kapitana jednostki i kilku członków załogi. Pozostali członkowie załogi zamknęli luki okrętu i "Barroso" mógł zabić albo pojmać wszystkich Paragwajczyków na pokładzie. 15 października okręt bombardował wraz z "Brasil", "Silvado", "Pará" i "Ceará" fort Angostura.
Po wojnie "Rio Grande" został przydzielony do nowo sformowanej flotylli Alto Uruguai bazującej w Itaqui. Został zadokowany w Ladário w celu przebudowany w 1899. Jednak remontu nigdy nie ukończono i okręt został zezłomowany w lutym 1907.